# Protoxodera monstrosa
Protoxodera monstrosa är en bönsyrseart som först beskrevs av Sjostedt 1930.  Protoxodera monstrosa ingår i släktet Protoxodera och familjen Toxoderidae. Inga underarter finns listade i Catalogue of Life.